# Isofetamid
Isofetamid ist eine chemische Verbindung aus der Gruppe der Phenyloxoethylthiophenamide.

## Eigenschaften
Isofetamid ist ein geruchloser weißer Feststoff, der schlecht löslich in Wasser ist.

## Verwendung
Isofetamid wird als Fungizid verwendet. Der Wirkstoff hemmt die Succinat-Dehydrogenase.

## Zulassung
Seit dem 7. Oktober 2019 ist der Wirkstoff erstmals auch in Deutschland mit dem Pflanzenschutzmittel Kenja für Salate, Spinat und Kräuter im Gewächshausanbau zugelassen. In Österreich ist das Produkt seit Februar 2022 zugelassen. In der Schweiz sind keine Pflanzenschutzmittel mit diesem Wirkstoff zugelassen. 2014 wurde die Verbindung in Kanada vor allem gegen Pilze der Gattungen Botrytis und Sclerotinia zugelassen.